# Lionel Hutz
Lionel Hutz (Leonardo Luna en el doblaje de Hispanoamérica durante las primeras temporadas) fue un abogado sin éxito que apareció en las primeras temporadas de la serie de animación Los Simpson. Fue interpretado por Phil Hartman hasta su asesinato en 1998 (después de este funesto hecho el personaje dejó de aparecer en la serie, como un homenaje hacia el actor). 
Lionel Hutz fue un abogado de muy poco prestigio profesional y que sufrió muchos fracasos. Incluso poseía su oficina en un centro comercial, cuyo nombre era "I can't believe this is a Law Firm" ("No puedo creer que sea un bufete de abogados"). En el episodio The Last Temptation of Homer se descubre que, al menos en esa ocasión, la oficina de Lionel es una cabina telefónica. Hutz desempeñaba también otros oficios además del de abogado para poder ganarse la vida (así, en algunos episodios de la serie trabajó como niñera, vendedor de bienes raíces, o zapatero). 
Los Simpson siempre lo contrataban, aunque nunca ganaron un caso gracias a él, sino a la intervención de otras figuras.
La compañía de figuras de acción “Playmates” hizo una figura de Lionel Hutz de la colección “World of Springfield” para la línea Celebrity series 2, en junio del año 2002. Esta figura incluía su maletín, un diploma de la escuela de abogados, una tarjeta de visita y el famoso mono fumador.

## Apariciones

### Casos
- En el episodio New Kid on the Block, Hutz es contratado cuando Homer demanda al restaurante "El Holandés Freidor/El holandés frito" por no cumplir con su trato de "Coma todo lo que pueda". En dicho restaurante, Homer se comió absolutamente todo lo comestible y no se quería ir. Ya pasada la medianoche, aunque le advirtieron que ya debían cerrar, él hace caso omiso y entonces los cocineros lo echan a la calle, por ese motivo demanda al restaurante y Hutz como abogado defensor antepone que eso es "publicidad fraudulenta"; con ese argumento gana el caso y el capitán McAllister (que no es capitán realmente), para reparar el daño, acepta que Homer coma de todo en su restaurante mientras otros comensales lo admiran (o critican).

- En The Day the Violence Died, acepta el caso de Chester J. Lampwick cuando Bart consigue que Homer le dé mil dólares como anticipo; aunque su actuación se basó en un desfile de testigos sorpresa y pruebas sin fundamento, gana el juicio a Roger Meyers Jr. por el plagio de Itchy & Scratchy (aunque es por la oportuna intervención de Bart, que compra la caricatura de Scratchy para probar que lo creó Lampwick antes de Mayers Sr.).

- En una de sus apariciones más emblemáticas, Treehouse of Horror IV, participa en el juicio por el alma de Homer, que se la había vendido al diablo por una rosquilla. El mismo defiende a Satán al imponer que pueden ir al baño cada 5 minutos y, cuando argumenta que el contrato no se puede romper, entonces va al baño y huye cobardemente. En una escena suprimida y más tarde revelada en The Simpsons 138th Episode Spectacular al final, prometía que si perdía un caso, había pizza gratis, y entonces aparece con una caja de pizza por perder el caso; pero Marge le dice que sí ganó, por lo cual abre la caja y les dice que de todos modos no había pizza.

- En Marge Gets a Job es contratado para demandar al Sr. Burns por despido injustificado y acoso sexual (hacia Marge), pero cuando se presenta ante Burns para decirle que tienen testigos y una demanda de un kilómetro, Burns simplemente lo intimida tan solo con mostrarle su grupo de abogados; Hutz al ver el gran bufete de abogados huye despavorido.

- En Marge in Chains aboga por Marge acusada de robo en el Kwik-E-Mart porque olvidó pagar una botella de Whiskey; aunque Hutz aparentaba ganar el caso, lo pierde por la represión que sufre Marge tanto de vecinos como de la oficina del alcalde. En este episodio Hutz intenta engañar a Apu y luego aparece medio desnudo en el juicio. También se puso en duda su preferencia sexual ya que aparentó tener una relación homosexual con David Crosby, estrella invitada en el episodio.

- En The Boy Who Knew Too Much, es abogado defensor del camarero Jack Lacoste que aparentemente fue golpeado por Freddy Quimby, sobrino del alcalde Joe Quimby; en tal juicio pese a que Freddy era un tipo horrible Bart es testigo de que no golpeó al camarero y por su testimonio queda absuelto y técnicamente Hutz perdió el caso, además que sólo presentó un argumento para cerrar el caso: en palabras del doctor Julius Hibbert, que Quimby tenía el gen del mal como lo tuvo Hitler, Disney y Freddy; aunado que su defendido sólo se contradijo al final.

- En Bart Gets Hit by a Car, de la segunda temporada de la serie, Lionel Hutz casi gana el juicio de Bart Simpson vs. Montgomery Burns (por el accidente en el cual el dueño de la planta nuclear lo arrolla con el automóvil). Su estrategia es frustrada por Marge Simpson, que dice la verdad ante el jurado, y así Lionel y Homer no logran ganar un millón de dólares.

- En La elección de Selma, es el abogado encargado de la sucesión de la tía Gladys de Marge. Como ésta deja un vídeo-testamento, el trabajo del abogado es muy sencillo, quien dice: "Me gano mis honorarios por apretar un botón". En esa oportunidad intenta realizar un fraude, grabando su voz sobre el vídeo-testamento y haciendo decir a la fallecida tía Gladys: "A mi abogado Lionel Hutz le dejó 50.000 dólares", pero el truco es descubierto por Marge.

- En Round Springfield representó a Bart en la demanda contra Corporación de Cereales Krusty cuando come una rueda metálica que le provocó apendicitis. Hutz gana el caso por las contradicciones de Krusty en la rueda de prensa porque no hubo juicio como tal. En total la empresa pagó $100 000 dólares; pero Hutz sólo le entrega 500 dólares a Bart, ya que según él para ese caso debió juntar a un grupo de expertos entre los que se encontraban Ronald Shaporo (penalista) y Albert Dershman (quien puede meter tres bolas de billar en su boca), y como Bart no alega nada Hutz se da por bien servido.

### Otras apariciones
- En Flaming Moe's, cuando Homer intenta denunciar a Moe Szyslak por robarle su idea del "Flaming Homer's", Homer acude a su despacho para contratarlo; pero Hutz dice que no se puede patentar una bebida alcohólica y no hay juicio.

- En Secrets of a Successful Marriage, Hutz está en la clase que imparte Homer, y su problema es que nunca se fija en sus relaciones, se involucra con cualquier mujer y se va cuando el dinero se acaba; en ese momento seduce a Edna Krabappel, esto diría que es heterosexual pero por lo visto en Marge in Chains podría ser bisexual.

- En Marge on the Lam fue niñera de Bart, Lisa y Maggie cuando hurgaba en la basura de los Simpson y no "evitó" oír a Homer que necesitaba una niñera urgentemente; fue recompensado con dos paletas de hielo y una jaula vieja para pájaros; también pronunció la frase "soy una amenaza".

- En You Only Move Twice Marge dice "El abogado de Bart vive aquí", y se especula que pudiera ser Lionel.

- En Radioactive Man intentó sin éxito representar a Milhouse Van Houten cuando es elegido para ser el niño fisión.

- En Realty Bites es jefe de una inmobiliaria donde Marge consigue empleo. Al principio Marge trata de vender la casa para el cliente ideal, pero Hutz la desengaña y le dice que lo primordial es vender la casa a quien sea; finalmente, tras una serie de incidentes despide a Marge. En este capítulo fue la última vez en que se escuchó su voz.

- En The Joy of Sect es reclutado por los "movimentarios" sin uso de la palabra.

- Algunos de sus alias conocidos son Miguel Sánchez y Dr. Nureyev Van Tok.

- En un episodio es pareja de Selma Bouvier.

- En Old Money él es quien le da la noticia al abuelo Simpson de que ha heredado 106 000 dólares de su novia fallecida, Beatrice.

- Durante un juicio le comenta a Marge que atropelló al hijo del juez Roy Snyder.

- En A Tale of Two Springfields aparece como uno de los personajes de fondo que sube al muro de chatarra, pero no habla debido a la muerte de Phil Hartman.

- En Moe Baby Blues se lo puede hallar junto a Troy McClure (otro personaje de Hartman que también fue retirado) entre la multitud que va al jardín botánico de la ciudad para ver abrirse una flor de loto. En este capítulo Hutz tiene puesto un traje verde y corbata azul.

- En See Homer Run se lo ve entre la multitud que presencia la campaña de postulación de Homer para la alcaldía de Springfield con su traje de salamandra.

- En la película se lo puede ver al lado de Lenny cuando le hablaba a Homer por teléfono desde la tienda de rosquillas. En esta ocasión su apariencia está muy cambiada, ya que aquí se lo puede ver con pelo negro, traje gris y corbata púrpura.

- En Four Regrettings and a Funeral aparece en la iglesia, en el funeral de Chip Davis.